# MyWorld
MyWorld war eine Fernsehsendung auf dem Spartensender GIGA. Moderiert wurde die Sendung von Susanne Bassfeld und Felix Rick. Die erste Sendung von MyWorld wurde am 30. November 2006 ausgestrahlt, die letzte am 12. November 2007.

## Geschichte
Nachdem sich der Sender GIGA Anfang 2006 immer mehr den Gamingformaten widmete, startete mit MyWorld im Oktober 2006 wieder eines der ersten Non-Gaming-Formate auf dem Sender. Die Sendung erfreute sich schnell großer Beliebtheit in der Community und die Absetzung im November 2007 wurde von der Community mit Kritik aufgenommen. Ausgestrahlt wurde die Sendung wöchentlich am Montagabend um 20:00 Uhr.

## Aufbau
MyWorld widmete sich den Themen Liebe, Beziehung und damit verbunden auch dem Kampf der Geschlechter. Die Sendung war eingeteilt in mehrere Kategorien, so zum Beispiel „Die Mission“, in welcher Susi und Felix entweder gemeinsam oder gegeneinander eine Aufgabe lösen mussten. Wie für eine Sendung auf GIGA üblich, spielte auch die Community bei MyWorld eine nicht unwesentliche Rolle. So wurden in den Sendungen Kommentare vieler Zuschauer aus dem Forum vorgelesen.

### Studio
Produziert wurde MyWorld in den Kölner GIGA Studios der GIGA Digital Television GmbH. Dabei war das Studio in eine weibliche und eine männliche Zone unterteilt. Während die Hälfte von Susanne Bassfeld in Rosa gefärbt und mit viel Liebe dekoriert war, ging es in der Hälfte von Felix Rick mehr um Bilder leicht bekleideter Frauen und Technik.